# Helen Pluckrose
Helen Pluckrose is een Britse schrijfster.
Pluckose is redacteur bij Areo Magazine. Ze schrijft over postmodernisme, kritische theorie en feminisme.

## Opleiding
Pluckrose studeerde Engelse literatuur aan de 'University of East London'. Ze behaalde vervolgens een master vroegmoderne studies aan de 'Queen Mary University of London'. Haar academisch werk richtte zich op laatmiddeleeuwse en vroegmoderne religieuze geschriften van en voor vrouwen.

## Schrijverscarrière
Pluckrose is redacteur bij het webmagazine 'Aero Magazine'. Ze gebruikte het platform onder meer reeds om de zelfcensuur van vrouwen op universiteitscampussen aan te klagen. Volgens haar wordt die zelfcensuur veroorzaakt doordat die vrouwen het oneens te zijn met het kruispuntdenken in de academische literatuur.
In 2017/18 was Pluckrose een van de uitvoerders in de wrokwetenschappen-affaire, samen met James A. Lindsay en Peter Boghossian, een affaire waarbij nepartikelen bij tal van vaktijdschriften over cultuur, gender, queer en ras werden ingediend. Hoewel werd gesproken over een "hoax" of een "gecoördineerde rechtse aanval" beschouwt Pluckrose zichzelf als sociaalliberaal.
In 2020 verscheen Cynical Theories. Pluckrose schreef het boek samen met James Lindsay. Het verscheen op de bestseller-lijsten van The Wall Street Journal, USA Today en Publishers Weekly. Steven Pinker schreef dat het boek "de verrassend oppervlakkige intellectuele wortels van de beweging die onze cultuur lijkt te overspoelen blootlegt." Door de Financial Times werd Cynical Theories een van de beste boeken van 2020 genoemd. Het boek verscheen bij The Times in een lijst van de 'Best political and current affairs books of the year 2020'.